# Куду (село)
Куду́ (якут. Куду) — село в Верхневилюйском улусе Якутии России. Входит в состав Едюгейского наслега.

## География
Село находится на северо-западе региона, в пределах географической зоны таёжных лесов Вилюйского плато Среднесибирского плоскогорья , между двумя озёрами — северо-восточным Хомустах и неподписанным на карте юго-западным водоёмом, на расстоянии 30 км от села Верхневилюйск, административного центра улуса.
Климат
В населённом пункте, как и во всем районе, климат резко континентальный, с продолжительным зимним и коротким летним периодами. Суммарная продолжительность периода со снежным покровом 6-7 месяцев в год. Среднегодовая температура составляет 11,1 °С.

## История
Согласно Закону Республики Саха (Якутия) от 30 ноября 2004 года N 173-З N 353-III село вошло в образованное муниципальное образование Едюгейский наслег.

## Население
| 2002 | 2010 | 2021 |
| ---- | ---- | ---- |
| 66   | ↗80  | ↘73  |

Национальный состав
Согласно результатам переписи 2002 года, в национальной структуре населения якуты составляли 80 % из 66 чел.

## Улицы
- пер. Аржакова,
- ул. Давыдова,
- ул. Хомустахская.

## Экономика
Развито животноводство (мясо-молочное скотоводство, мясное табунное коневодство). 